# Kérgestest

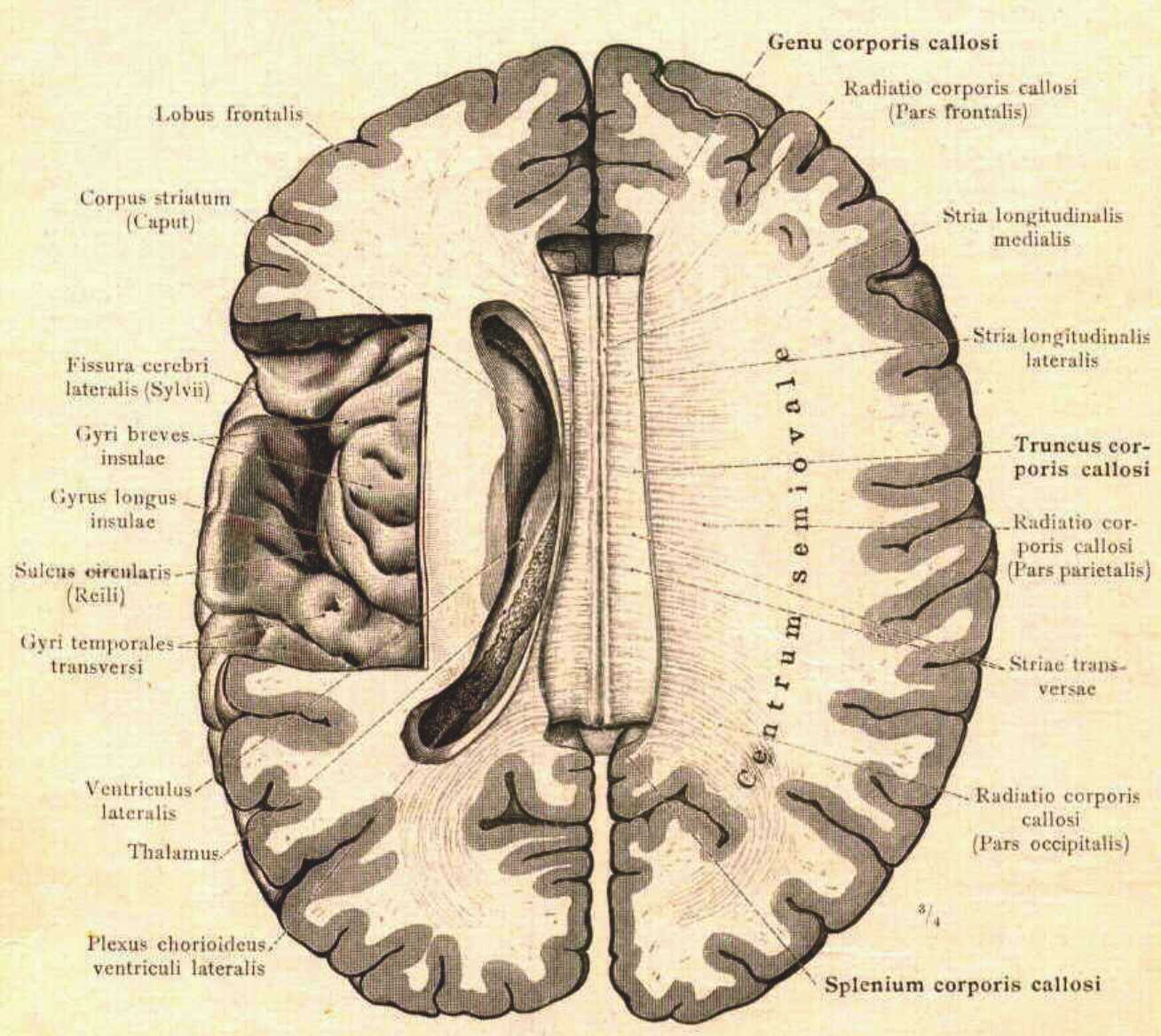
A kérgestest és környezete az emberi agyban felülnézetben

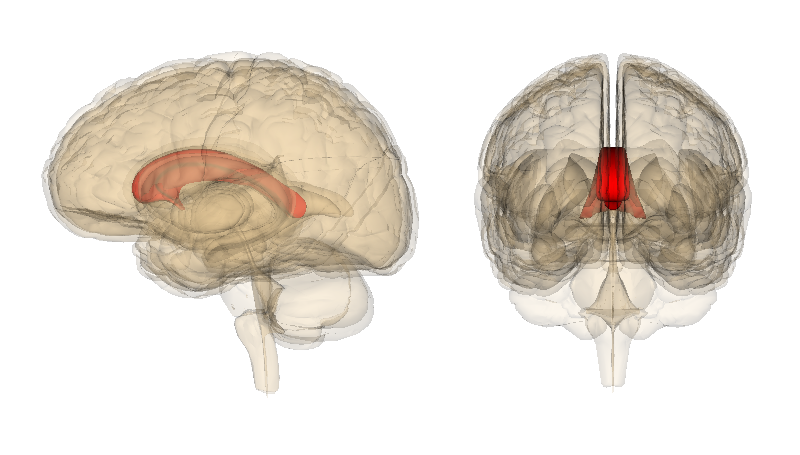
Corpus callosum Anatomography-val

A kérgestest (Corpus callosum - corpus=test; callus=bőrmegvastagodás, kéreg) harántirányú idegrostokból álló vaskos, fehér lemez az agyban. Ez a legnagyobb (comissuralis) összeköttetés a két agyfélteke között. A kérgestest sérülései és bántalmai néha semmi tünetet sem okoznak, máskor súlyos tünetek figyelhetőek meg: pl. kiesési tünetek (apraxia) mutatkozhatnak a bal felső végtag működésében, sőt, igen gyakran elmezavarok lépnek fel. Ugyanakkor észleltek már teljes callosumhiányt anélkül, hogy az életben valami tünet utalt volna erre. A kérgestest elektromos ingerlésére mindkét oldalt görcsös izomösszehúzódások állnak be, mégpedig az ingerléssel elölről hátra menve, fej-talp irányba (craniocaudalis sorrendben).

## Elhelyezkedése
A corpus callosum a féltekék hosszanti hasadékának fenekén az agyféltekék (hemisphaerium) széthúzása után látható, de a kérgestest az ilyenkor feltűnő testnél sokkal nagyobb; nyalábjai szélesen sugároznak be a féltekék belsejébe, egész a kéregállományig. Rövidebb a féltekéknél: elülső vége 3 cm-nyire marad a el a féltekék homloki pólusától, hátulsó vége 5–6 cm-nyire a nyakszirti pólusoktól.
Alakjáról legjobban az agyvelő nyílirányú középmetszetén tájékozódhatunk. Gyengén felfelé domború középső részét törzsöknek (truncus corporis callosi) nevezzük. Elülső vége térd alakúan lefelé hajlik (genu corpus callosi), majd ék alakúan megkeskenyedik: ez az ormány (rostrum); végül egy csaknem vízszintesen hátrahúzódó vékony fehér lemezbe (lamina rostralis) megy át. Ez az elülső, a két oldalt összekötő rostköteghez (commissura anterior) nő oda elölről, s ennek alsó szélénél tompaszögű megtöréssel a merőleges szürke határlemezbe (lamina terminalis) megy át. Hátul a kérgestest bunkós megvastagodással, a szíjjal (splenium) végződik, ennek egy kis végső szárnya, a pars reflexa splenii előrecsapott rákfarokhoz hasonlóan előregörbül, és a splenium alsó felszínéhez forrad oda.

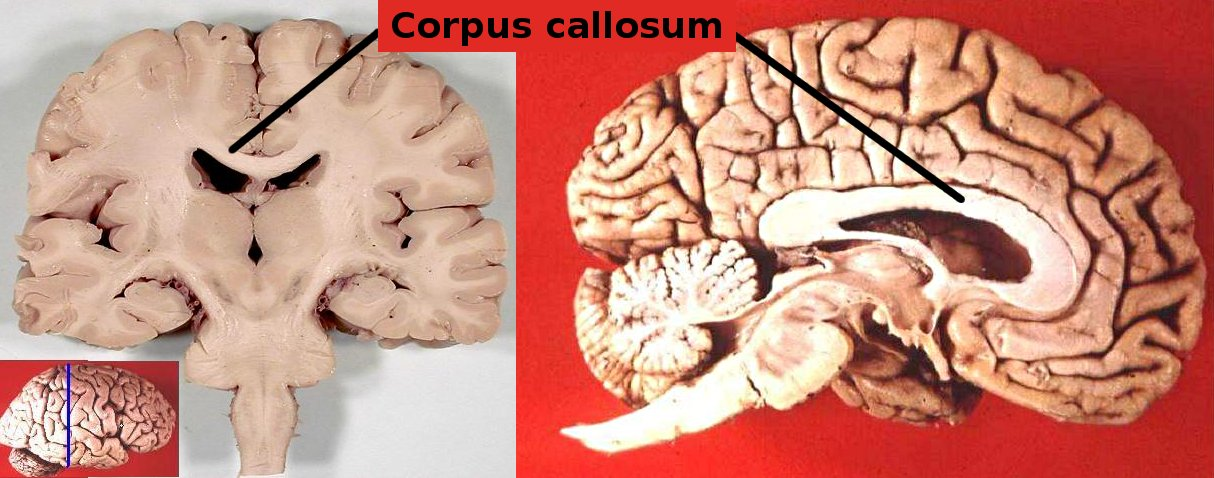
A corpus callosum anatómiai készítményeken.

Felső felszínén egyfelől harántcsíkolatot (striae transversales) látni, másfelől két keskeny hosszanti csíkot, mediálist és laterálist. A két mediális csík, a striae longitudinales mediales (s. Lancisii) egymáshoz közel a középvonal mellett, keskeny barázdát közrefogva fut; a kérgestest térdén széttérnek (divergálnak), s a rostrumon összeolvadnak az oldalsó csíkkal (stria longitudinalis lateralis). Az utóbbit rejtett csíknak (stria obtecta) is nevezik, mert a kérgestestet a féltekék mediális felszínétől elválasztó barázda, a sulcus corporis callosi mélyében rejtőzik el. Ez stria szürkeállományból áll: csökevényes tekervény. A két stria egybeolvadásából keletkező szürke csík elhagyva a genut, a kérgestest alatti tekervénybe (gyrus subcallosus) megy át. Hátul hasonlóak a viszonyok, bár itt igen nagy variabilitás figyelhető meg. A két csík itt is egyesül a spleniumon, és ezt megkerülve és elhagyva a halántékkaréj oldalának vékony, csökevényes tekervényébe  (gyrus fasciolaris- vagy fasciola cinerea) megy át. De az átmenet nem mindig törvényszerű; gyakran csak egymás mellé helyezkedik a spleniumon túl az egyik vége és a másik kezdete. A mediális és laterális csík voltaképen annak a vékony, összefüggő szürke rétegnek (induseum griseum) a megvastagodása, amely a kérgestest felső felszínét vonja be; ez a réteg olyan keskeny, hogy a kérgestest fehér színét nem csökkenti és csak mikroszkóppal mutatható ki. A stria medialis idegsejteken kívül hosszanti rostköteget is tartalmaz. A sulcus corporis callosi az embryo fissura hippocampijának felel meg, a kifejlődött agyvelőn a halántékkaréj hasonnevű barázdájában folytatódik. A kérgestest egész elülső felében alsó felszíne mentén a boltozattal (fornix) egy vékony áttetsző sövénnyel, (septum pellucidum) van összenőve, (sövény két lemeze közötti rés az úgynevezett Verga-féle kamra) (ventriculus Verga) oldalt ependymától fedve az oldalkamra tetejét alkotja. Hátulsó fele rövid darabon a boltozat (fornix) testével s hátrább a boltozat testét összekötő rostlemezzel (psalterium = hárfa) forrad össze. Az utóbbival való összefüggése nem mindig tökéletes; néha finom, lapszerű hasadékot észlelni a splenium és a psalteriumnak nevezett rész között.

## Felépítés

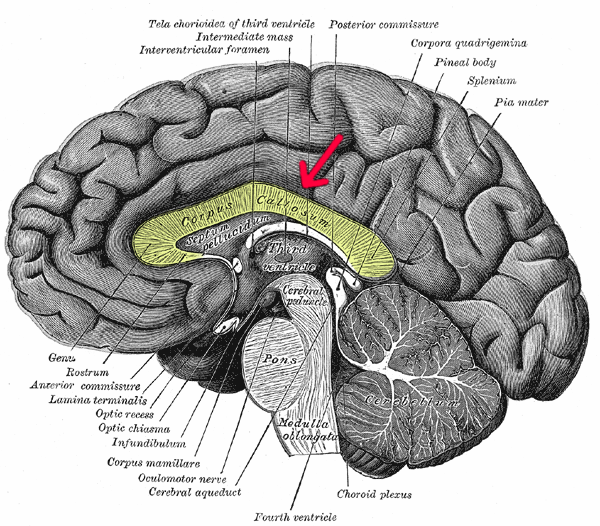
Az agy medián sagittális metszete a kérgestest kiemelésével.

A kérgestest rostnyalábjainak a féltekébe való besugárzását a kérges test sugárzásának (radiatio corporis callosi) nevezik.  Homloki, fali, halántéki, és tarkói (pars frontalis, parietalis, temporalis et occipitalis) különböztetnek meg rajta. A nyalábok előbb vízszintesen nyomulnak az agyféltekékbe, azután részben felfelé, részben lefelé görbülnek, hogy az agyvelő felső és alsó részeibe jussanak. A genutól eredő nyalábok előre, a spleniumtól eredők hátrafelé homorú ívben haladnak; ezt az elrendeződést az anatómia az elülső és hátulsó harapófogó, (forceps anterior és posterior), névvel jellemzi. Azokat a spleniumból kiinduló leszálló rostokat, amelyek, ependymától fedve, az oldalkamra alsó szarvának tetejét alkotják, kárpit, (tapetum) neve alatt foglalják össze.
A kérges test a két agyféltekét összekötő eresztéki, (commissuralis) rostokból áll: olyan rostokból, amelyek az agykéreg bizonyos helyéről kiindulva, a túlsóoldali agykéreg ugyanazon pontján végződnek, tehát a jobb és bal oldal analóg helyei közt létesítenek kapcsolatot. Megemlítendő, hogy a kérgestest rostjai nem futnak mind szabályosan egy síkban, hanem fonatszerű elrendeződésűek, felületesebb rétegből mélyebbe szállnak le stb.

## Nomenclatura
Az anatómiában a latin elnevezések egységesítését három időpontban végezték el az anatómusok. Az elfogadott anatómiai elnevezéstanokat (nomenclaturát) azon városokról nevezték el, ahol kihirdették őket. Ezek alapján megkülönböztetünk Bázeli (BNA), Jénai (JNA) és Párizsi (PNA) anatómiai nomenclaturát. Jelenleg anatómiát a legutóbb megjelent Párizsi Nomina Anatomica alapján oktatnak, de a mindennapos orvosi gyakorlatban a legrégebbi Bázeli elnevezéstan szerint írott meghatározásokkal lehet találkozni. A képanyag Bázeli Nomina Anatomicát (BNA) használ. Az alábbiakban a szócikkhez tartozó anatómiai nevek nomenclatura szerinti tagolása látható, az egy anatómiai fogalomhoz tartozó elnevezések megtalálásához:
(Megj.: e szakasz a szócikk anatómiai fogalmainak Bázeli, Jénai és Párizsi Nomina Anatomica szerinti elnevezéseit gyűjti össze, hogy bármilyen szakkifejezés a témához, melyek ugyanazt jelentik fellelhetőek legyenek).
| BNA                            | JNA                            | PNA                            |
| ------------------------------ | ------------------------------ | ------------------------------ |
| corpus callosum                | corpus callosum                | corpus callosum                |
| splenium corporis callosi      | splenium corporis callosi      | splenium corporis callosi      |
| truncus corporis callosi       | truncus corporis callosi       | truncus corporis callosi       |
| genu corporis callosi          | genu corporis callosi          | genu corporis callosi          |
| rostrum corporis callosi       | rostrum corporis callosi       | rostrum corporis callosi       |
| lamina rostralis               |                                |                                |
| striae transversae             | striae transversae             |                                |
| stria longitudinalis medialis  | stria longitudinalis medialis  | stria longitudinalis medialis  |
| stria longitudinalis lateralis | stria longitudinalis lateralis | stria longitudinalis lateralis |
|                                | stratum griseum                | indusium griseum               |
| fasciola cinera                | gyrus fasciolaris              | gyrus fasciolaris              |